# ذاكرة كمومية
تُعتبر الذاكرة الكمومية، في مجال الحوسبة الكمومية، نسخة ميكانيكا الكم من ذاكرة الحاسوب العادية. في حين تُخزن الذاكرة العادية المعلومات على هيئة وحدات بت تمثل «1» و«0»، تخزن الذاكرة الكمومية الحالة الكمومية للاسترجاع في وقت لاحق. تحتوي هذه الحالات على معلومات حاسوبية مهمة تُعرف بالبت الكمومي. على عكس الحواسيب اليومية الكلاسيكية، يمكن للحالات المخزنة في الذاكرة الكمومية أن تكون عبارة عن تراكبات كمومية، ما يعطي المزيد من المرونة العملية في الخوارزمية الكمومية أكثر من مخزن المعلومات الكلاسيكي.
تُعتبر الذاكرة الكمومية أساسية في تطوير العديد من الأجهزة في مجال معالجة المعلومات الكمومية، من ضمنها أداة مزامنة بإمكانها ربط العديد من العمليات الكمومية في الحاسوب الكمومي، وبوابة كمومية تحتفظ بهوية أي حالة، وآلية لتحويل الفوتونات المعدّة سلفًا إلى فوتونات «حسب الطلب». يمكن استخدام الذاكرة الكمومية في مجالات عديدة، مثل الحوسبة الكمومية وتبادل المعلومات الكمومي. مكّنت الأبحاث والتجارب المستمرة الذاكرة الكمومية من تخزين البت الكمومي.

## الخلفية والتاريخ
أشعل تفاعل الإشعاع الكمومي مع الجسيمات المتعددة الاهتمامات العلمية خلال العقد الماضي. تُعتبر الذاكرة الكمومية من ضمن هذه الاهتمامات، إذ تقوم بتعيين الحالة الكمومية للضوء ضمن مجموعة من الذرات، من ثم تسترجعها إلى شكلها الأصلي. تُعتبر الذاكرة الكمومية عنصرًا أساسيًا في معالجة المعلومات، مثل الحوسبة الكمومية البصرية وتبادل المعلومات الكمومي، في حين أنها تفتح الباب أمام تفاعل الضوء مع الذرة. كما نعلم جميعًا، فإن استرجاع حالة الضوء الكمومية ليس بالمهمة السهلة. وفي حين حقق العلماء بعض التقدم المبهر، فلا يزالون يعملون لجعل هذا الأمر ممكنًا.
لعل الذاكرة الكمومية المستندة إلى التبادل الكمومي تكون ممكنة لتخزين البت الكمومي للفوتونات، وقد ناقش كيسل ومويسيف التخزين الكمومي في حالة الفوتون المفرد عام 1993. حُللت التجربة عام 1998 وبُرهنت عام 2003. يمكن أخذ دراسة التخزين الكمومي بعين الاعتبار، بشكل أساسي، في حالة الفوتون المنفرد المنتج لتكنولوجيا تخزين البيانات الضوئية الكلاسيكية المقترحة بين عامي 1979 و1982. ليس ذلك فحسب، بل وكانت الفكرة ذاتها مستوحاة من الرواج الكبير لفكرة تخزين البيانات في منتصف السبعينيات من القرن العشرين. يمكن تحقيق تخزين البيانات الضوئية باستخدام أجهزة امتصاص لامتصاص ترددات مختلفة من الضوء، والتي تُوجه بعد ذلك إلى نقاط شعاعية في الفضاء وتخزن.

## الاكتشاف
تُستخدم الذاكرة الكمومية البصرية عادةً لضبط وتخزين حالات الفوتونات المفردة. بكل الأحوال، لا يزال إنتاج مثل هذه الذاكرة الفعالة تحديًا كبيرًا للعلم الحالي. يكون الفوتون المفرد ذا طاقة منخفضة جدًا بحيث لا يُفقد في خلفية ضوئية معقدة. أخمدت هذه الإشكاليات منذ فترة طويلة معدلات تحقيق التخزين الكمومي إلى أقل من 50%. اكتشف فريق بقيادة البروفيسور دو شنجوانغ من قسم الفيزياء بجامعة هونغ كونغ للعلوم والتكنولوجيا ومعهد ويليام مونغ للعلوم النانوية في جامعة هونغ كونغ للعلوم والتكنولوجيا طريقة لزيادة كفاءة الذاكرة الكمومية الضوئية إلى أكثر من 85%. جعل هذا الاكتشاف شعبية أجهزة الكومبيوتر الكمومية أقرب إلى الواقع. في الوقت نفسه، يمكن أيضًا استخدام ذاكرة الكم كمكرر في الشبكة الكمومية، والذي يضع حجر الأساس للإنترنت الكمومي.